# Белка (приток Полтвы)
Белка (укр. Білка) — река во Львовском районе Львовской области, Украина. Правый приток реки Полтва (бассейн Вислы).
Белка берёт начало восточнее села Мостище, в западной части Гологор, недалеко от горы Камула. Течёт преимущественно на север и северо-восток территории Грядового Побужья. Впадаёт в Полтву севернее села Нижняя Белка. На реке находятся населённые пункты Звенигород, Дмитровичи и Винники.
Длина реки 39 км. Площадь водосборного бассейна 245 км². Уклон реки 2,4 м/км. Речная долина трапециевидная, местами корытообразная, шириной до 1-2 км. Русло извилистое, шириной до 2 м. Пойма в среднем и нижнем течении местами заболочена. Вода используется для орошения.
В верхнем течении река носит название Коцуровский поток.
Основные Притоки: Кабановка, Марунька (левые), Кишица (правый).